# Сепульки
Сепу́льки (пол. sepulki) — важный элемент цивилизации ардритов с планеты Энтеропия в рассказе «Путешествие четырнадцатое» Станислава Лема из серии «Звёздные дневники Ийона Тихого». Упоминаются также в его романе «Осмотр на месте». В конце 1960-х — начале 1970-х годов слово «сепульки» входило в лексикон советской интеллигенции.

## Значение

### По словам автора
Станислав Лем заявлял: «… сепульки очень похожи на муркви, а своей цветовой гаммой напоминают мягкие пчмы. Разумеется, их практическая функция другая, но думаю, Вам, как человеку взрослому, мне не нужно этого объяснять». В некоторых интервью Лем утверждал, что не знает или не помнит, что такое сепульки. Так, в интервью, взятом заместителем главного редактора журнала «Афиша» П. В. Фаворовым 3 декабря 2004 года, на вопрос, что же такое сепульки, был дан ответ: «Нет, я этого не знаю. Это, конечно, должно быть, так сказать, нераскрытой тайной…». В своём последнем интервью на вопрос о том, что такое сепульки, Лем ответил предельно кратко: «Да если б я сам знал!». Моисей Каганов вспоминал, что однажды на вопрос о сепульках Лем ответил, что если бы знал, что сепульки будут преследовать его всю жизнь, он бы их не выдумал.

### В произведениях Лема
Герой рассказа Ийон Тихий ищет в «Космической энциклопедии» информацию о «сепульках», попадая в цикл косвенной рекурсии:

Нашёл следующие краткие сведения:
«СЕПУЛЬКИ — важный элемент цивилизации ардритов (см.) с планеты Энтеропия (см.). См. СЕПУЛЬКАРИИ».
Я последовал этому совету и прочёл:
«СЕПУЛЬКАРИИ — устройства для сепуления (см.)».
Я поискал «Сепуление»; там значилось:
«СЕПУЛЕНИЕ — занятие ардритов (см.) с планеты Энтеропия (см.). См. СЕПУЛЬКИ».
— С. Лем. «Звёздные дневники Ийона Тихого. Путешествие четырнадцатое»
Попав на планету, Ийон Тихий безуспешно пытается выяснить, что это за предмет: он видел рекламу сепулек, слышал шлягеры о сепульках, однако все попытки Ийона Тихого приобрести сепульку окончились неудачей из-за отсутствия у него жены.
Э. Н. Гусинский в своём учебнике «Введение в философию образования» охарактеризовал непонимание, возникшее в ходе попыток Тихого понять, что же такое сепулька, как обыгрывание Станиславом Лемом чистой контекстуальности определения этого понятия — оно не определяется специально, но многократно употребляется в тексте совместно с другими, известными, понятиями. Ийон Тихий задаёт жителям Энтеропии различные вопросы, которые порой кажутся им совершенно неприличными.
В романе «Осмотр на месте» обе энцианские державы в своих нотах ставят Тихому в вину, что он в «Дневниках» превратно истолковал сущность сепулек. Тихий звонит профессору Тарантоге и слышит:

— …Хорошо, однако, что ты дал о себе знать, а то я все забываю сказать, что вся эта «Космическая энциклопедия», которую я тебе тогда одолжил, — помнишь, там ещё говорилось об Энтеропии и сепульках? — так вот, это была подделка. Жульничество. Турусы, понимаешь ли, на колёсах. Какой-то мерзавец решил подзаработать…
— И вы не могли мне сказать об этом немного раньше? — возмутился я; похоже было на то, что весь свет против меня сговорился.
— Хотел, но ведь ты меня знаешь — забыл. Я записал это на визитной карточке, карточку положил в жилет, костюм сдал в химчистку, квитанцию потерял, потом пришлось вылететь на Проксиму, и так уж оно осталось…

Отправляясь с визитом на Энцию, Тихий надеялся выяснить этот вопрос.

### Вторичные произведения
В русском языке слово «сепулька» получило распространение как метафора порочного круга в определении.
В советском мультфильме «Из дневников Ийона Тихого» по мотивам рассказов Лема режиссёр Геннадий Тищенко изобразил сепульки как зародыши, по которым обитатели Энтеропии восстанавливали из резервных копий погибших под хмепом (метеоритным дождём) сородичей.
Сепулькарий упоминается во второй серии мультфильма «На задней парте».
Сепулька и сепулькарий упомянуты в песне «Слава роботам!» из альбома «Носитель идей» группы «Технология».
На сайте Lurkmore существует пасхальное яйцо в виде статей «Сепульки», «Сепулькарии», и «Сепуление», содержимое которых соответствует определениям «Космической энциклопедии», и которые соответствующим образом ссылаются друг на друга гиперссылками.

## Происхождение
Об этимологии слова «сепулька» нет данных, фонетически оно созвучно с лат. sepulcrum — могила, гробница. Храм Гроба Господня по-английски — «Church of the Holy Sepulchre», либо на латыни — «Ecclesia Sancti Sepulcri», что может быть шутливо переведено как «Церковь Святой Сепульки».

## Вторичные названия
- «Золотая Сепулька» — литературная премия, которую выдавали за произведения жанра фантастики с 1983 года, лауреатов определяли голосованием. Первым этой премии был удостоен Януш Зайдель за повесть Limes inferior. Премию выдавали три раза ежегодно, потом вместо неё установили Премию имени Януша Зайдля. Премию устанавливали для книг польских авторов, книг иностранных авторов, рассказов польских авторов, приключенческих серий и дебютантов в жанре фантастики.
- «Сепульковыми» (Sepulcidae) (с двумя родами — Sepulca и Sepulenia) назвал открытое им семейство вымерших перепончатокрылых насекомых палеоэнтомолог Александр Павлович Расницын. Свою книгу, где в ряду прочих были описаны «Сепулька удивительная» (Sepulca mirabilis) и «Сепуления свистящая» (Sepulenia syricta), он отослал Станиславу Лему[10].